# Liste des gouverneurs de Virginie
Cet article présente la liste des gouverneurs de Virginie.

## Élus par l'Assemblée législative du Commonwealth
| No | Nom | Nom                            | Mandat    | Affiliation politique | Affiliation politique |
| -- | --- | ------------------------------ | --------- | --------------------- | --------------------- |
| 1  |     | Patrick Henry                  | 1776-1779 |                       |                       |
| 2  |     | Thomas Jefferson               | 1779-1781 |                       |                       |
| 3  |     | William Flemming               | 1781      |                       |                       |
| 4  |     | Thomas Nelson, Jr.             | 1781      |                       |                       |
| —  |     | David Jameson (Intérim)        | 1781-1781 |                       |                       |
| 5  |     | Benjamin Harrison V            | 1781-1784 |                       |                       |
| 6  |     | Patrick Henry                  | 1784-1786 |                       |                       |
| 7  |     | Edmund Randolph                | 1786-1788 |                       |                       |
| 8  |     | Beverley Randolph              | 1788-1791 |                       |                       |
| 9  |     | Henry Lee III                  | 1791-1794 |                       | Fédéraliste           |
| 10 |     | Robert Broke                   | 1794-1796 |                       | Républicain-démocrate |
| 11 |     | James Wood                     | 1796-1799 |                       | Républicain-démocrate |
| —  |     | Hardin Burnley (Intérim)       | 1799-1799 |                       |                       |
| —  |     | John Pendleton Jr. (Intérim)   | 1799-1799 |                       |                       |
| 12 |     | James Monroe                   | 1799-1802 |                       | Républicain-démocrate |
| 13 |     | John Page                      | 1802-1805 |                       | Républicain-démocrate |
| 14 |     | William H. Cabell              | 1805-1808 |                       | Républicain-démocrate |
| 15 |     | John Tyler, Sr.                | 1808-1811 |                       | Républicain-démocrate |
| —  |     | George William Smith (Intérim) | 1811-1811 |                       | Républicain-démocrate |
| 16 |     | James Monroe                   | 1811-1811 |                       | Républicain-démocrate |
| 17 |     | George William Smith           | 1811-1811 |                       | Républicain-démocrate |
| —  |     | Peyton Randolph (Intérim)      | 1811-1812 |                       | Républicain-démocrate |
| 18 |     | James Barbour                  | 1812-1814 |                       | Républicain-démocrate |
| 19 |     | Wilson Cary Nicholas           | 1814-1816 |                       | Républicain-démocrate |
| 20 |     | James Patton Preston           | 1816-1819 |                       | Républicain-démocrate |
| 21 |     | Thomas Mann Randolph           | 1819-1822 |                       | Républicain-démocrate |
| 22 |     | James Pleasants                | 1822-1825 |                       | Républicain-démocrate |
| 23 |     | John Tyler                     | 1825-1827 |                       | Républicain-démocrate |
| 24 |     | William Branch Giles           | 1827-1830 |                       | Démocrate             |
| 25 |     | John Floyd                     | 1830-1834 |                       | Démocrate             |
| 26 |     | Littleton Waller Tazewell      | 1834-1836 |                       | Whig                  |
| —  |     | Wyndham Robertson (Intérim)    | 1836-1837 |                       | Whig                  |
| 27 |     | David Campbell                 | 1837-1840 |                       | Démocrate             |
| 28 |     | Thomas Walker Gilmer           | 1840-1841 |                       | Whig                  |
| —  |     | John Mercer Patton (Intérim)   | 1841-1841 |                       | Whig                  |
| —  |     | John Rutherford (Intérim)      | 1841-1842 |                       | Whig                  |
| —  |     | John Munford Gregory (Intérim) | 1842-1843 |                       | Whig                  |
| 29 |     | James McDowell                 | 1843-1846 |                       | Démocrate             |
| 30 |     | William Smith                  | 1846-1849 |                       | Démocrate             |
| 31 |     | John Buchanan Floyd            | 1849-1852 |                       | Démocrate             |

## Élus par les citoyens de Virginie
Pendant la période de Reconstruction (1865-1874) qui suit la guerre de Sécession, les gouverneurs militaires sont nommés par le président des États-Unis. 
| No | Nom | Nom                                              | Début et fin de mandat | Affiliation partisane | Affiliation partisane |
| -- | --- | ------------------------------------------------ | ---------------------- | --------------------- | --------------------- |
| 32 |     | Joseph Johnson                                   | 1852-1856              |                       | Démocrate             |
| 33 |     | Henry A. Wise                                    | 1856-1860              |                       | Démocrate             |
| 34 |     | John Letcher (en)                                | 1860-1864              |                       | Démocrate             |
| 35 |     | William Smith                                    | 1864-1865              |                       | Démocrate             |
| —  |     | Francis Harrison Pierpont (gouverneur militaire) | 1865-1868              |                       | Républicain           |
| —  |     | Henry H. Wells (gouverneur militaire)            | 1868-1869              |                       | Républicain           |
| 36 |     | Gilbert Carlton Walker (gouverneur militaire)    | 1869-1874              |                       | Républicain           |
| 37 |     | James L. Kemper                                  | 1874-1878              |                       | Démocrate             |
| 38 |     | Frederick W. M. Holliday                         | 1878-1882              |                       | Démocrate             |
| 39 |     | William E. Cameron                               | 1882-1886              |                       | « Readjuster »        |
| 40 |     | Fitzhugh Lee                                     | 1886-1890              |                       | Démocrate             |
| 41 |     | Philip W. McKinney                               | 1890-1894              |                       | Démocrate             |
| 42 |     | Charles Triplett O'Ferrall                       | 1894-1898              |                       | Démocrate             |
| 43 |     | James Hoge Tyler                                 | 1898-1902              |                       | Démocrate             |
| 44 |     | Andrew Jackson Montague                          | 1902-1906              |                       | Démocrate             |
| 45 |     | Claude A. Swanson                                | 1906-1910              |                       | Démocrate             |
| 46 |     | William Hodges Mann                              | 1910-1914              |                       | Démocrate             |
| 47 |     | Henry Carter Stuart                              | 1914-1918              |                       | Démocrate             |
| 48 |     | Westmoreland Davis                               | 1918-1922              |                       | Démocrate             |
| 49 |     | Elbert Lee Trinkle                               | 1922-1926              |                       | Démocrate             |
| 50 |     | Harry F. Byrd, Sr.                               | 1926-1930              |                       | Démocrate             |
| 51 |     | John Garland Pollard                             | 1930-1934              |                       | Démocrate             |
| 52 |     | George C. Peery                                  | 1934-1938              |                       | Démocrate             |
| 53 |     | James H. Price                                   | 1938-1942              |                       | Démocrate             |
| 54 |     | Colgate W. Darden, Jr.                           | 1942-1946              |                       | Démocrate             |
| 55 |     | William M. Tuck                                  | 1946-1950              |                       | Démocrate             |
| 56 |     | John S. Battle                                   | 1950-1954              |                       | Démocrate             |
| 57 |     | Thomas Bahnson Stanley                           | 1954-1958              |                       | Démocrate             |
| 58 |     | James Lindsay Almond, Jr.                        | 1958-1962              |                       | Démocrate             |
| 59 |     | Albertis S. Harrison, Jr.                        | 1962-1966              |                       | Démocrate             |
| 60 |     | Mills E. Godwin, Jr.                             | 1966-1970              |                       | Démocrate             |
| 61 |     | A. Linwood Holton, Jr.                           | 1970-1974              |                       | Républicain           |
| 62 |     | Mills E. Godwin, Jr.                             | 1974-1978              |                       | Républicain           |
| 63 |     | John N. Dalton                                   | 1978-1982              |                       | Républicain           |
| 64 |     | Chuck Robb                                       | 1982-1986              |                       | Démocrate             |
| 65 |     | Gerald L. Baliles                                | 1986-1990              |                       | Démocrate             |
| 66 |     | Douglas Wilder                                   | 1990-1994              |                       | Démocrate             |
| 67 |     | George Allen, Jr.                                | 1994-1998              |                       | Républicain           |
| 68 |     | James S. Gilmore III                             | 1998-2002              |                       | Républicain           |
| 69 |     | Mark Warner                                      | 2002-2006              |                       | Démocrate             |
| 70 |     | Tim Kaine                                        | 2006-2010              |                       | Démocrate             |
| 71 |     | Bob McDonnell                                    | 2010-2014              |                       | Républicain           |
| 72 |     | Terry McAuliffe                                  | 2014-2018              |                       | Démocrate             |
| 73 |     | Ralph Northam                                    | 2018-2022              |                       | Démocrate             |
| 74 |     | Glenn Youngkin                                   | Depuis 2022            |                       | Républicain           |